# Le Protocole Sigma
Le Protocole Sigma (The Sigma Protocol) est un roman d'espionnage de Robert Ludlum publié à titre posthume en 2001 aux États-Unis. Il s'agit du dernier livre écrit entièrement par Ludlum.
Le roman est traduit et paraît en 2003 en France.

## Résumé
En vacances à Zurich, Ben Hartman, fils d'un investisseur qui survécut aux camps de la mort nazis et fit ensuite fortune aux États-Unis, échappe de peu à un assassinat. Le meurtrier, qui provoque un carnage dans une galerie marchande avant d'être tué par Ben, n'est autre que son ami d'enfance.
Ben se retrouve alors face à son frère jumeau, Peter, supposé mort dans un accident d'avion, quatre ans plus tôt. Ce dernier lui confie un secret avant d'être tué.
Ben se lance à la recherche des coupables pour venger son frère.
Pendant ce temps, la jeune et belle Anne Navarro, talentueux agent du département de la Justice des États-Unis, se voit confier la mission d'enquêter sur la mort de personnes âgées. D'abord sceptique, elle découvre, au péril de sa vie, que les dossiers médicaux confidentiels de ses nouveaux « patients » sont tous marqués d'un sceau énigmatique : Sigma.
Réunis par hasard, Anne et Ben se mettent en chasse des assassins derrière le protocole Sigma.